# ジャノメハゼ
ジャノメハゼ （蛇の目鯊、学名：Bostrychus sinensis）は、マングローブに生息する汽水を好む魚である。ハゼだが、ハゼ科ではない。

## 分布
奄美大島、沖縄島、石垣島、西表島、台湾などの、西・南太平洋。

## 形態
全長は15-20センチメートルで、体はやや長い円筒形。前鼻孔が筒状に長く突出しよく目立ち、上唇にかかり、ひげのように見える。上顎の歯帯の奥にさらに鋤骨歯と呼ばれる小さな歯の集まりを持つ。頭部の感覚器はよく発達する。鱗が細かく体表を覆う粘液が多いため、手に取るとヌルヌルする。尾鰭の付け根上部に黄色い縁取りのある黒い眼状斑があるため、近似種との識別は容易。

## 生態
汽水域のマングローブ帯やその内陸部の汽水性湿地に生息し、マングローブの根元が深くえぐられたような場所や、ノコギリガザミが掘った巣穴の中に潜んだり、昼間は死サンゴ塊や倒木の下、オキナワアナジャコなどが掘った泥底の穴に単独で潜み、夜間、外へ出て活動する。
水中の小型生物を食うが、特にカニ類を好む。

## 保全状況
絶滅危惧IB類に指定されている。
絶滅危惧IB類 (EN)（環境省レッドリスト）